# Communauté d'agglomération Cœur de Flandre
La Communauté d'agglomération Cœur de Flandre (dite Cœur de Flandre Agglo) est une communauté d'agglomération française constituée le 1er janvier 2024 par transformation de la communauté de communes de Flandre intérieure située dans le département du Nord et la région Hauts-de-France, arrondissement de Dunkerque.

## Historique
La communauté d'agglomération Cœur de Flandre succède par transformation  en communauté d'agglomération à l'ancienne communauté de communes de Flandre intérieure, le 1er janvier 2024. 
Cette communauté de communes avait été constituée le  31 décembre 2013 par la fusion, en application de la loi de réforme des collectivités territoriales du 16 décembre 2010, qui a prévu le renforcement et la simplification des intercommunalités et la constitution de structures intercommunales de grande taille, de six anciennes intercommunalités auxquelles se sont ajoutées trois communes restées jusqu'alors isolées,, :
- la Communauté de communes du Pays de Cassel (treize communes, siège : Cassel) ;
- la Communauté de communes du Pays des Géants (sept communes, siège : Steenvoorde) ;
- la Communauté de communes de l'Houtland (sept communes, siège : Ebblinghem) ;
- la Communauté de communes de la Voie romaine (quatre communes, siège : Steenbecque) ;
- la Communauté de communes Monts de Flandre - Plaine de la Lys (sept communes, siège : Bailleul), sans la commune de Sailly-sur-la-Lys, située dans le département du Pas-de-Calais ;
- la Communauté de communes rurales des Monts de Flandre (dix communes, siège : Strazeele) ;
- les 3 communes de Blaringhem, Hazebrouck et Wallon-Cappel qui ne faisaient partie d'aucune intercommunalité.

Elle regroupe donc en 2024 50 communes.

## Territoire communautaire

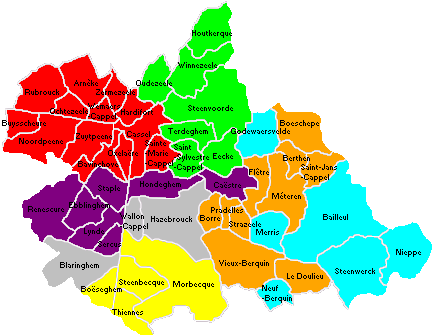

### Description
La communauté d'agglomération Coeur de Flandre se trouve aux carrefours des pôles du Dunkerquois, de l’Audomarois, de la métropole Lilloise et de la Belgique. Organisée autour des 2 pôles « urbains » d’Hazebrouck d’une part, de Bailleul et Nieppe d’autre part, la communauté d'agglomération est un territoire rural.
Coeur de Flandre présente des paysages contrastés aux identités fortes : à l’Est, la Plaine de la Lys, traversée par de nombreuses becques, à l’Ouest, les Monts des Flandres. Hazebrouck est la ville principale du territoire et compte plus de vingt mille habitants. La majeure partie du territoire est composée de villages ruraux, présentant un habitat relativement dispersé.
« La  zone d'emploi  de  Flandre – Lys connaît  le  plus  faible  taux  de  chômage  de  la région Hauts-de-France. Il a diminué de 8,4 % en décembre 2014 à 7 % en décembre 2017, contre respectivement 13,1 % et 11,7 % dans le département du Nord ».
Coeur de Flandre est la 7e intercommunalité la plus peuplée, la 5e communauté d'agglomération la plus peuplée du département du Nord.  La communauté de communes qui la précédait avant transformation était la 2e communauté de communes la plus peuplée de France en 2018.

### Composition
En 2024, la communauté d'agglomération est composée des 50 communes suivantes :

| Nom                    | Code Insee | Gentilé                | Superficie (km2) | Population (dernière pop. légale) | Densité (hab./km2) |
| ---------------------- | ---------- | ---------------------- | ---------------- | --------------------------------- | ------------------ |
| Hazebrouck (siège)     | 59295      | Hazebrouckois          | 26,2             | 21 785 (2022)                     | 831                |
| Arnèke                 | 59018      | Arnékois               | 13,41            | 1 557 (2022)                      | 116                |
| Bailleul               | 59043      | Bailleulois            | 43,42            | 14 734 (2022)                     | 339                |
| Bavinchove             | 59054      | Bavinchovois           | 8,31             | 1 046 (2022)                      | 126                |
| Berthen                | 59073      | Berthenois             | 5,18             | 618 (2022)                        | 119                |
| Blaringhem             | 59084      | Blaringhémois          | 18,23            | 2 046 (2022)                      | 112                |
| Boeschepe              | 59086      | Boeschepois            | 13,59            | 2 212 (2022)                      | 163                |
| Boëseghem              | 59087      | Boëseghémois           | 7,08             | 738 (2022)                        | 104                |
| Borre                  | 59091      | Borrois                | 5,96             | 564 (2022)                        | 95                 |
| Buysscheure            | 59119      | Buysscheurois          | 6,15             | 580 (2022)                        | 94                 |
| Caëstre                | 59120      | Caëstrois              | 10,2             | 1 979 (2022)                      | 194                |
| Cassel                 | 59135      | Casselois              | 12,65            | 2 212 (2022)                      | 175                |
| Le Doulieu             | 59180      | Doulieusiens           | 11,74            | 1 445 (2022)                      | 123                |
| Ebblinghem             | 59184      | Ebblinghemois          | 9,2              | 658 (2022)                        | 72                 |
| Eecke                  | 59189      | Eeckois                | 10,29            | 1 215 (2022)                      | 118                |
| Flêtre                 | 59237      | Flêtrois               | 8,98             | 946 (2022)                        | 105                |
| Godewaersvelde         | 59262      | Godewaersveldois       | 11,89            | 2 037 (2022)                      | 171                |
| Hardifort              | 59282      | Hardifortois           | 6,14             | 389 (2022)                        | 63                 |
| Hondeghem              | 59308      | Hondeghemois           | 12,6             | 915 (2022)                        | 73                 |
| Houtkerque             | 59318      | Houtkerquois           | 13,13            | 982 (2022)                        | 75                 |
| Lynde                  | 59366      | Lyndois                | 9,07             | 782 (2022)                        | 86                 |
| Merris                 | 59399      | Merrisiens             | 10,09            | 1 078 (2022)                      | 107                |
| Méteren                | 59401      | Méterennois            | 18,44            | 2 230 (2022)                      | 121                |
| Morbecque              | 59416      | Morbecquois            | 44,34            | 2 538 (2022)                      | 57                 |
| Neuf-Berquin           | 59423      | Neuf-Berquinois        | 6,4              | 1 422 (2022)                      | 222                |
| Nieppe                 | 59431      | Nieppois               | 17,24            | 7 685 (2022)                      | 446                |
| Noordpeene             | 59436      | Noordpéenois           | 17,12            | 812 (2022)                        | 47                 |
| Ochtezeele             | 59443      | Ochtezeelois           | 5,58             | 363 (2022)                        | 65                 |
| Oudezeele              | 59453      | Oudezeelois            | 9,36             | 690 (2022)                        | 74                 |
| Oxelaëre               | 59454      | Oxelaërois             | 4,72             | 533 (2022)                        | 113                |
| Pradelles              | 59469      | Pradellois             | 3,27             | 404 (2022)                        | 124                |
| Renescure              | 59497      | Renescurois            | 18,93            | 2 130 (2022)                      | 113                |
| Rubrouck               | 59516      | Rubrouckois            | 14,88            | 915 (2022)                        | 61                 |
| Saint-Jans-Cappel      | 59535      | Cappellois             | 7,96             | 1 609 (2022)                      | 202                |
| Saint-Sylvestre-Cappel | 59546      | Cappelois              | 8,14             | 1 151 (2022)                      | 141                |
| Sainte-Marie-Cappel    | 59536      | Sainte-Marie-Cappelois | 7,56             | 835 (2022)                        | 110                |
| Sercus                 | 59568      | Sercussois             | 4,98             | 489 (2022)                        | 98                 |
| Staple                 | 59577      | Staplois               | 9,97             | 715 (2022)                        | 72                 |
| Steenbecque            | 59578      | Steenbecquois          | 11,96            | 1 626 (2022)                      | 136                |
| Steenvoorde            | 59580      | Steenvoordois          | 29,82            | 4 308 (2022)                      | 144                |
| Steenwerck             | 59581      | Steenwerckois          | 27,47            | 3 474 (2022)                      | 126                |
| Strazeele              | 59582      | Strazeelois            | 4,69             | 944 (2022)                        | 201                |
| Terdeghem              | 59587      | Terdeghemois           | 8,82             | 518 (2022)                        | 59                 |
| Thiennes               | 59590      | Thiennois              | 7,54             | 918 (2022)                        | 122                |
| Vieux-Berquin          | 59615      | Vieux-Berquinois       | 25,96            | 2 641 (2022)                      | 102                |
| Wallon-Cappel          | 59634      | Wallon-Cappelois       | 5,44             | 798 (2022)                        | 147                |
| Wemaers-Cappel         | 59655      | Wemaers-Cappelois      | 4,13             | 229 (2022)                        | 55                 |
| Winnezeele             | 59662      | Winnezeelois           | 15,54            | 1 280 (2022)                      | 82                 |
| Zermezeele             | 59667      | Zermezeelois           | 4,83             | 245 (2022)                        | 51                 |
| Zuytpeene              | 59669      | Zuytpeenois            | 11,8             | 542 (2022)                        | 46                 |

### Démographie
| 1968   | 1975   | 1982   | 1990   | 1999   | 2006   | 2011    | 2016    | 2022    |
| ------ | ------ | ------ | ------ | ------ | ------ | ------- | ------- | ------- |
| 83 013 | 85 035 | 87 730 | 91 563 | 95 443 | 97 256 | 100 763 | 102 169 | 102 562 |

## Organisation

### Siège
La communauté d'agglomération a son siège à Hazebrouck, 222 bis rue de Vieux-Berquin, dans l'ancien bâtiment de l’entreprise Ramery,, acquis et rénové en 2018/2019.

### Élus
La communauté de communes est administrée par son conseil communautaire, composé, depuis la création de l'intercommunalité, de  88 conseillers municipaux représentant chacune des 50 communes membres et répartis de la manière suivante en fonction de leur population, :

- 17 délégués pour Hazebrouck ; 

- 12 délégués pour Bailleul ; 

- 6 délégués pour Nieppe ; 

- 3 délégués pour  Steenvoorde, Steenwerck ;

- 2 délégués pour Morbecque, Vieux-Berquin ;

- 1 délégué ou son suppléant pour les autres communes, toutes de moins de 2 500 habitants.

Au terme des élections municipales de 2020 dans le Nord, le conseil communautaire renouvelé a élu son nouveau président, Valentin Belleval, maire d'Hazebrouck, ainsi que ses 12 vice-présidents, qui sont, : 
1. Elizabeth Boulet,  maire de Meteren, chargée de l'aménagement durable du territoire, de la transition écologique et solidaire, de l'environnement et du plan climat ;
2. Antony Gautier, maire de Bailleul, chargé du plan de relance durable, du commerce de proximité, des mobilités et du plan vélo ;
3. Samuel Bever, maire d'Houtkerque, chargé de l'attractivité, de l'artisanat et des relations aux forces économiques ;
4. Sandrine Keignaert, maire d'Ebblinghen, chargée du parcours de vie et de l'habitat, de l'action sociale, de la jeunesse et de la santé ;
5. Jérôme Darques, maire de Morbecque, chargé des finances, du pacte fiscal et financier et de l'achat public ;
6. César Storet, maire de Saint-Jans-Cappel, chargé du développement culturel et de l'identité du territoire ;
7. Emidia Koch,  maire de Zermezeele, chargée des ressources humaines, du dialogue social et du bien être au travail ;
8. Eddie Defevere, maire de Staple, chargé de l'urbanisme, de l'habitat et du PLUi-H ;
9. Philippe Grimber, maire-adjoint d'hazebrouck, chargé de la voirie et des infrastructures ;
10. Stephane Dieusaert, maire d'Oxelaëre, chargé de l'agriculture et de la ruralité ;
11. Pascal Codron, maire-adjoint de Nieppe, chargé de la formation, de l'emploi, du développement de l'enseignement supérieur et de la coopération transfrontalière ;
12. Christophe Legrois, maire-adjoint de Bailleul, chargé de la gestion du patrimoine immobilier et de la mutualisation des services.

Le bureau communautaire de la mandature est constitué du président, des vice-présidents et de cinq conseillers communautaires délégués.

### Liste des présidents
| Période      | Période                         | Identité             | Étiquette         | Qualité                                  |
| ------------ | ------------------------------- | -------------------- | ----------------- | ---------------------------------------- |
| janvier 2014 | avril 2014                      | Dominique Hallynck   | MoDem             | Maire de Saint-Jans-Cappel (1995 → 2014) |
| avril 2014   | juillet 2020                    | Jean-Pierre Bataille | UMP → LR          | Maire de Steenvoorde (1999 → ) .         |
| juillet 2020 | En cours (au 14 septembre 2020) | Valentin Belleval    | DVD puis Horizons | Maire d'Hazebrouck (2020 → )             |

### Compétences
La communauté d'agglomération exerce les compétences qui lui ont été transférées par les communes membres dans les conditions déterminées par le code général des collectivités territoriales. Il s'agit de : 
- Aménagement du territoire : pôles gares, aires de covoiturage
- PLUi-H et SCoT
- Développement économique : parcs d’activités, tourisme et office de tourisme, aides aux entreprises
- GEMAPI (compétence confiée à l'USAN)
- Aménagement et gestion des aires d’accueil : une aire à Bailleul et une aire à Hazebrouck (en travaux)
- Collecte et traitement des ordures ménagères (compétence déléguée aux syndicats de collecte SIROM Flandre Nord pour 23 communes et SMICTOM des Flandres pour 27 communes)
- Mise en valeur et protection de l’environnement : aide à la plantation et à l’entretien des haies, aides à la création de mares, aides à la récupérations des eaux pluviales
- Mobilité : schéma directeur, aides à la mobilité
- Création, aménagement et entretien de la voirie : 1 500 km à entretenir, soit le parcours d'Hazebrouck à Rome (Italie)
- Construction et entretien d’équipements sportifs : piscine Aquabelle à Bailleul et piscine d'Hazebrouck
- Action sociale : restauration à domicile, multi-accueils Petite Enfance de Méteren et de Steenvoorde, micro-crèche d’Hardifort, centres de loisirs et Relais Petite Enfance
- Action culturelle : Pilotage du projet culturel intercommunal ancré sur les dispositifs du réseau des musées Muzéa, CLEA, CLEC, Réseaux de bibliothèques, actions pour le développement culturel en milieu rural (Printemps des poètes, Concerts de Poche..)
- Définition d’une politique locale de santé
- Création, aménagement et gestion de fourrières Informations financières

### Organismes de coopération
Coeur de Flandre agglomération est membre du syndicat mixte Flandre et Lys, créé en 2011, en réunissant le syndicat mixte de Flandre intérieure (structure porteuse du schéma de cohérence territoriale) et le Pays Cœur de Flandre qui portait le dispositif de contractualisation avec la Région Nord Pas de Calais. Le syndicat mixte a trois compétences principales : 
- L’élaboration, la mise en œuvre et l’évaluation du SCOT de Flandre intérieure
- L’accompagnement des particuliers à la réhabilitation énergétique de leur logement
- L’appui à la démocratie participative.

### Régime fiscal et budget
La communauté d'agglomération est un établissement public de coopération intercommunale à fiscalité propre.
Afin de financer l'exercice de ses compétences, l'intercommunalité perçoit, comme toutes les communautés d'agglomération, la fiscalité professionnelle unique (FPU) – qui a succédé à la taxe professionnelle unique (TPU) – et assure une péréquation de ressources.
Elle ne verse pas de dotation de solidarité communautaire (DSC) à ses communes membres.

### Effectifs
À sa création, les compétences de la CCFI sont exercées par 91 agents représentant 84 équivalents temps plein[réf. nécessaire]. En 2017, l'intercommunalité emploie plus de 100 agents en équivalents temps plein et dispose d’un budget de 65M€

## Projets et réalisations
Conformément aux dispositions légales, une communauté d'agglomération a pour objet d'associer « au sein d'un espace de solidarité, en vue d'élaborer et conduire ensemble un projet commun de développement urbain et d'aménagement de leur territoire ».